# 部分軌道爆撃システム

FOBSとICBMの軌道の違い。FOBSの軌道は高度が低い。

部分軌道爆撃システム（ぶぶんきどうばくげきシステム、Fractional Orbital Bombardment System、略称：FOBS）は、1960年代にソビエト連邦で研究・開発された核攻撃システムの名称である。ICBMのような弾道ミサイルよりも、より対処が難しいと考えられた人工衛星の軌道（低軌道）を通って目的地に到達する。英語表現はアメリカ中央情報局（CIA）の報告書による。
21世紀に中華人民共和国などが開発・実験している極超音速兵器の一部がFOBSに類似しているとの指摘がある。

## 経過
1960年代までに米ソは互いを目標とする核弾頭装備のICBMを地上配備した。それらは米ソ間の最短距離である北極圏上空の高空（頂点高度1000kmから1500km）を弾道飛行するため、あらかじめレーダーを設置しておけば早期に捕捉する事ができ、飛行経路と着弾位置の予測が可能で、アメリカ合衆国はアラスカやカナダに弾道ミサイル早期警戒システム（BMEWS）を始めとする早期警戒レーダー網を築き、北米航空宇宙防衛司令部（NORAD）の指揮下、ソ連のミサイル攻撃を常時監視していた。これにより、ソ連の弾道ミサイル発射とその目標を早期に知る事ができ、国民を核退避壕に避難させる余裕ができ、少なくとも人的被害は最小限に抑え得るとされた。
当時のソ連当局にもこの事は理解されており、これらのレーダー網をかいくぐってアメリカに回復不可能な打撃を与えるために、弾道飛行ではなく衛星軌道（低軌道）に乗せ、最短距離ではない方向から侵入し、適当な位置で減速して落下させることで、北米大陸の北側以外の方向、例えばNORADの防空網が展開する北側とは反対側である南側からでも核攻撃を加える手段を研究したのである。

## 開発
1950年代の終わりには、この方式の研究が検討され始めていた。「グローバル（地球）ロケット」と呼ばれた計画では三つの提案が検討されている。
1. OKB-1（S.P.コロリョフ設計局）による、有人月旅行計画用に設計されたN-1ロケットを改造するもの
2. OKB-52（V.N.チェロメイ設計局）による、UR-200 ICBM（SS-X-10 Scrag）、またはUR-500 ICBMを改造するもの
3. OKB-586（M.K.ヤンゲリ設計局）による、 R-36 ICBM（SS-9）を改造してR-36-Oとするもの

結局、ソ連戦略ロケット軍（RVSN）はヤンゲリ設計局の提案を採用し、1962年4月16日に承認された。開発中のテスト発射で軌道に乗った軌道ペイロードは、単にコスモス-XXX衛星（XXXは三桁の番号）とだけ呼称された。
R-36-Oは、原型となったR-36と同様に貯蔵可能な液体燃料を用いた二段式のロケットで、軌道ペイロードと呼ばれる逆噴射と軌道修正のための液体燃料エンジンを持つ三段目を搭載していた。軌道ペイロードは第一段・第二段によって高度150kmの地球低軌道（LEO）へ投入され、二段目と分離した後は軌道上を飛行し、地球を周回する前に逆噴射により減速、弾頭を分離して目標へ投射、以後、弾頭は目標へ向けて自由落下に入る仕組みだった。地球を周回させないのは、核兵器の宇宙空間への持ちこみを禁じた1967年の宇宙条約に抵触しないようにするためである。
その後、1968年11月19日には運用が開始され、バイコヌールに三つのミサイル旅団が編成されて合計18基のミサイルが配備されたが、第二次戦略兵器制限交渉（SALT-II）でFOBSが禁止された結果、1983年までに全てのミサイルが退役した。

## 原理と運用
弾道ミサイルは人工衛星より低速であり（それでも秒速4.5kmから6km以上にもなる）、発射地点から目標までの最短距離を飛行する。このためレーダーで捉えればコンピューターにより短時間で軌道が割り出され、落下地点が判明して、住民の避難が可能である。
FOBSは、人工衛星と同じ秒速7.9km程度の速度で地球を周回する軌道に投入される。その高度は100kmから150kmほどで、大陸間弾道ミサイルの頂点高度よりはるかに低いため大規模レーダー網でも早期発見は困難である。しかも地球周回軌道を取るため、北極回りの最短距離も関係がなく、どの方向から飛んでくるかも事前に分からない。1960年代、当時のソ連首相ニキータ・フルシチョフは「南極越えでアメリカを攻撃できる」と豪語したが、実際にフルシチョフの発言通りFOBSは南極回りでアメリカを攻撃することも可能で、そのような経路を取った場合、アメリカ側は攻撃を察知できず、不意討ちとなって大被害を受ける事になる。
このようにFOBSには戦略兵器として有利であるが、不利な部分も多い。弾道ミサイルとは異なり、この方式では弾頭を「いったん衛星軌道に乗せ、さらに、その軌道速度から減速して落下させる」必要がある。それには弾道ミサイルよりさらに大きな速度が必要であるので、ロケットは大型の大出力のものになり、一方では搭載する核弾頭は軽量化（低威力化）しなければならない。しかも、目標に向かって投射されるだけの弾道ミサイル弾頭とは異なり、FOBS弾頭は、大気圏に再突入するために逆噴射を行なって減速しなければならず、それに必要な装備に重量を食われ、ますます核弾頭の威力が小さくなってしまう。しかも逆噴射による減速はタイミングが難しく、命中精度も大きく落ちる（ ＝ CEPが大きい）。また、FOBSは地上配備のレーダー網をかいくぐる事は可能だったが、軌道上の赤外線早期警戒衛星からは隠れることができず、アメリカはR-36-Oの発射を早期に知る事ができた。このような多くの難点があり、第二次戦略兵器制限交渉の妥結もあって、短期間で廃止された。
EXPRESSの回収カプセルにはFOBSの技術が応用され、再突入に成功している。